# 马蒂纳塔
马蒂纳塔（義大利語：Mattinata），是意大利福贾省的一个市镇。总面积72.81平方公里，人口6534人，人口密度89.7人/平方公里（2009年）。ISTAT代码为071031。